# Abū Garvā-e Yek
Abū Garvā-e Yek (persiska: ابو گروا یک, Abū Garvā) är en ort i Iran.   Den ligger i provinsen Khuzestan, i den centrala delen av landet, 500 km sydväst om huvudstaden Teheran. Abū Garvā-e Yek ligger 27 meter över havet och antalet invånare är 530.
Terrängen runt Abū Garvā-e Yek är mycket platt. Runt Abū Garvā-e Yek är det ganska tätbefolkat, med 144 invånare per kvadratkilometer. Närmaste större samhälle är Zovīyeh-ye Do, 13,6 km norr om Abū Garvā-e Yek. Omgivningarna runt Abū Garvā-e Yek är i huvudsak ett öppet busklandskap.